# Ron Wilson (Eishockeyspieler, 1956)
Ronald Lee „Ron“ Wilson (* 13. Mai 1956 in Toronto, Ontario) ist ein ehemaliger kanadischer Eishockeyspieler und derzeitiger -trainer, der im Verlauf seiner aktiven Karriere zwischen 1975 und 1996 unter anderem 895 Spiele für die Winnipeg Jets, St. Louis Blues und Canadiens de Montréal in der National Hockey League auf der Position des Centers bestritten hat. Seit seinem Karriereende ist er vornehmlich als Assistenztrainer in den nordamerikanischen Minor Leagues und Juniorenligen tätig. Seine größten Karriereerfolge feierte Wilson allerdings in der American Hockey League – als Spieler der Nova Scotia Voyageurs gewann er im Jahr 1977 den Calder Cup sowie 2001 und 2007 als Teil des Trainerteams der Saint John Flames bzw. Hamilton Bulldogs.

## Karriere

### Spielerkarriere
Wilson verbrachte seine Juniorenzeit zwischen 1972 und 1976 bei zahlreichen Teams in seiner Heimatprovinz Toronto. Zunächst stand der Stürmer im Kader der Toronto Marlboros aus der Ontario Hockey Association sowie den Markham Waxers. In den folgenden beiden Spieljahren war er hauptsächlich für die Waxers aktiv. Die einzige Ausnahme stellten sechs Einsätze für die Hamilton Red Wings in der Saison 1973/74 dar. Am Ende der Spielzeit 1974/75 kehrte der Linksschütze wieder zu den Toronto Marlboros in die OHA zurück. Diese musste in den Playoffs auf ihre vier Topscorer der regulären Saison – Bruce Boudreau, John Tonelli, Mark Napier und John Anderson – verzichten, sodass sich die späte Verpflichtung von Wilson bezahlt machte. Gemeinsam mit Mike Kaszycki, der wie er 26 Scorerpunkte in den Playoffs verbuchte, führte er die Marlboros zum Gewinn des J. Ross Robertson Cups. Darüber hinaus qualifizierte sich Toronto für den Memorial Cup, den sie in diesem Spieljahr ebenfalls gewannen und somit das Double perfekt machen.
Dennoch verblieb Wilson über das Ende der Saison 1974/75 hinaus nicht bei den Toronto Marlboros, sondern wechselte innerhalb der Liga zu den St. Catharines Black Hawks. Bei den Black Hawks spielte der 19-Jährige eine überzeugende Saison mit 99 Punkten in 64 Hauptrundenspielen. In den Playoffs konnte er das Ausscheiden in der ersten Runde gegen die Kitchener Rangers trotz sieben Scorerpunkten in vier Einsätzen aber nicht verhindern. Obwohl der Mittelstürmer somit nur eine komplette Saison auf dem höchsten Level im System des kanadischen Junioreneishockeys vorweisen konnte, wurde er im NHL Amateur Draft 1976 in der 13. Runde an 133. Position von den Canadiens de Montréal aus der National Hockey League ausgewählt. Die Canadiens verpflichteten ihre Draftwahl umgehend und setzten ihn mit Beginn der Saison 1976/77 in ihrem Farmteam in der American Hockey League, den Nova Scotia Voyageurs. Dies war unter anderem mit Pierre Mondou, Pat Hughes, Rod Schutt und Peter John Lee hochkarätig bestückt, da der Kader der Canadiens de Montréal in der NHL schon mit sehr talentierten Spielern besetzt war. Gleich in seinem ersten Profijahr gewann der Rookie an der Seite dieser Spieler den Calder Cup mit den Voyageurs. Er selbst steuerte dazu im Saisonverlauf 36 Punkte bei. In den folgenden beiden Jahren, die er ebenfalls in Nova Scotia verbrachte, steigerte er sich über 48 auf 86 Scorerpunkte.
Nach drei Jahren im franko-kanadischen Franchise der Canadiens ohne auch nur ein NHL-Spiel absolviert zu haben, wurde der Offensivspieler im Oktober 1979 an die Winnipeg Jets verkauft. Die Jets waren im Vorsommer eines der Teams gewesen, das von der National Hockey League aus der sich auflösenden World Hockey Association übernommen worden war. In Winnipeg gelang Wilson der Sprung in die NHL, und er stand mit Beginn der Spielzeit 1979/80 für die Jets auf dem Eis. Er bestritt 79 Saisonspiele und punktete dabei 57-mal. Auch in den folgenden eineinhalb Jahren blieb der Kanadier ein Fixpunkt des Kaders, ehe er um den Jahreswechsel 1981/82 bis zum Saisonende an den Kooperationspartner Tulsa Oilers aus der Central Hockey League abgegeben wurde. Ab der Saison 1982/83 begannen unstete Zeiten für Wilson, da er bis zum Sommer 1988 immer wieder signifikante Perioden in den Farmteams der Winnipeg Jets verbrachte. Den Großteil der Spielzeit 1982/83 stand der Center im Aufgebot der Jets de Sherbrooke in der AHL und es dauerte bis zum März 1983, ehe er wieder in der NHL zu Einsatzminuten kam. Auch in den Spieljahren 1983/84 und 1985/86 wurde er in der AHL in Sherbrooke eingesetzt – zunächst weiterhin bei den Jets, später bei den Canadiens. Die Spielzeiten 1984/85, 1986/87 uns 1987/88 verbrachte er hingegen komplett in der NHL. Im Sommer endete seine NHL-Karriere zunächst, da Wilson ab der Saison 1988/89 im Aufgebot von Winnipegs Kooperationsteam Moncton Hawks auf dem Eis stand. In dieser Saison wurde der Angreifer ins AHL Second All-Star Team berufen.
Erst mit dem Transfer zu den St. Louis Blues, die dafür Doug Evans nach Winnipeg abgaben, kehrte der mittlerweile 33-Jährige im Januar 1990 in die NHL zurück und etablierte sich dort in den folgenden Jahren wieder. Wilson bestritt dreieinhalb Spieljahre mit den Blues und absolvierte in diesem Zeitraum über 200 Spiele für die Mannschaft. Im August 1993 wechselte er erstmals in seiner Karriere als Free Agent den Klub, als er sich den Canadiens de Montréal anschloss. In seiner letzten NHL-Saison kam der Stürmer zu 48 Einsätzen für die Habs. Im Anschluss wechselte Wilson in die International Hockey League, wo er in der Spielzeit 1994/95 zunächst zwölf Spiele bei den Detroit Vipers absolvierte. Die Saison beendete er allerdings beim Ligakonkurrenten San Diego Gulls. Seine letzte Profisaison bestritt der fast 40-Jährige bei den Wheeling Thunderbirds in der East Coast Hockey League. Im Frühjahr 1996 zog er sich aus dem aktiven Profisport zurück.

### Trainerkarriere
Unmittelbar nach seinem Karriereende zog es Wilson als Trainer hinter die Bande. Er heuerte bei den Springfield Falcons aus der American Hockey League an, wo er über vier Spielzeiten bis zum Sommer 2000 als Assistenztrainer tätig war. Zunächst ein Jahr unter Cheftrainer Kevin McCarthy, die verbleibenden drei unter Dave Farrish. Zur Saison 2000/01 wechselte Wilson innerhalb der Liga zu den Saint John Flames. Ebenfalls als Assistent beschäftigt, arbeitete er unter der Regie von Jim Playfair. Am Ende der Spielzeit gewannen die Flames den Calder Cup. Wilson blieb dem Team auch in den folgenden zwei Spieljahren treu, wobei er Playfair im Verlauf der Saison 2002/03 auf dem Cheftrainerposten ersetzte.
Durch den Umzug der Saint John Flames nach Omaha im US-Bundesstaat Nebraska im Sommer 2003 und den damit verbundenen Umstrukturierungen verließ Wilson das Franchise im Sommer 2003, verblieb aber weiterhin in der AHL. Mit Beginn des Spieljahres 2003/04 war er für die folgenden sechs Jahre bis zum Sommer 2009 bei den Hamilton Bulldogs wieder als Assistent angestellt. Dort war er in den Amtszeiten von Doug Jarvis und Don Lever tätig. Im Jahr 2007 gewann er als Teil des Trainerstabs seinen zweiten und insgesamt dritten Calder Cup seiner Karriere.
Nach sechs Jahren in Hamilton folgte für Wilson ein zweijähriges Intermezzo beim Ligakonkurrenten Chicago Wolves, wohin er mit Lever gewechselt war. Sie konnten die erfolgreiche Zusammenarbeit aus Hamilton aber nicht fortführen, und so kehrte er zur Saison 2011/12 wieder nach Hamilton zurück. Seine Dienste als Assistenztrainer unterstellte er bis zum Sommer 2013 Clément Jodoin und Sylvain Lefebvre. Anschließend legte er eine zweijährige Schaffenspause ein. Zur Spielzeit 2015/16 schloss er sich ein drittes Mal den Hamilton Bulldogs an, die aber mittlerweile in der Juniorenliga Ontario Hockey League angesiedelt waren. Nachdem er zunächst mit George Burnett ein Jahr lang gearbeitet hatten, errang er mit der Mannschaft an der Seite von Cheftrainer John Gruden in der Saison 2017/18 den J. Ross Robertson Cup. Seit Beginn der Saison 2018/19 ist Wilson David Matsos unterstellt.

## Erfolge und Auszeichnungen
| - 1975 J.-Ross-Robertson-Cup-Gewinn mit den Toronto Marlboros - 1975 Memorial-Cup-Gewinn mit den Toronto Marlboros - 1977 Calder-Cup-Gewinn mit den Nova Scotia Voyageurs - 1989 AHL Second All-Star Team | - 2001 Calder-Cup-Gewinn mit den Saint John Flames (als Assistenztrainer) - 2007 Calder-Cup-Gewinn mit den Hamilton Bulldogs (als Assistenztrainer) - 2018 J.-Ross-Robertson-Cup-Gewinn mit den Hamilton Bulldogs (als Assistenztrainer) |

## Karrierestatistik
(Legende zur Spielerstatistik: Sp oder GP = absolvierte Spiele; T oder G = erzielte Tore; V oder A = erzielte Assists; Pkt oder Pts = erzielte Scorerpunkte; SM oder PIM = erhaltene Strafminuten; +/− = Plus/Minus-Bilanz; PP = erzielte Überzahltore; SH = erzielte Unterzahltore; GW = erzielte Siegtore; 1 Play-downs/Relegation; Kursiv: Statistik nicht vollständig)